# Huang Yanfei
Huang Yanfei (en chino: 黄艳菲; 22 de noviembre de 1992) es una deportista china que compite en gimnasia en la modalidad de trampolín.
Ganó dos medallas en el Campeonato Mundial de Gimnasia en Trampolín, en los años 2019 y 2021.

## Palmarés internacional
| Campeonato Mundial | Campeonato Mundial | Campeonato Mundial | Campeonato Mundial |
| Año                | Lugar              | Medalla            | Prueba             |
| ------------------ | ------------------ | ------------------ | ------------------ |
| 2019               | Tokio (Japón)      | Medalla de bronce  | Equipo mixto       |
| 2021               | Bakú (Azerbaiyán)  | Medalla de plata   | Equipo             |